# Чейз, Марк
Марк Уэйн Чейз (англ. Mark Wayne Chase, род. в 1951 году) — английский ботаник американского происхождения, известен своими работами по систематике и эволюции растений. Член Лондонского королевского общества.

## Краткая научная биография
Высшее образование получил в частном колледже Albion College (город Альбион, штат Мичиган, США).
Чейз занимал должности профессора Мичиганского университета, Университета Северной Каролины, затем возглавлял университетский гербарий Университета Северной Каролины. С 1992 года работает в ботаническом саду Кью, Великобритания; по состоянию на начало 2010 года Марк Чейз занимает должность руководителя Лаборатории Джодрела (Jodrell Laboratory).
Чейз — участник «Группы филогении покрытосеменных» (Angiosperm Phylogeny Group, APG), группы ботаников-систематиков разных стран, занимающихся построением консенсусной системы классификации покрытосеменных, основанной в первую очередь на результатах анализа последовательностей ДНК. Чейз — один из основных авторов системы классификации APG (1998), а также пришедших ей на смену систем APG II и APG III.
Среди его научных интересов — классификация орхидных: Чейз является соредактором большого проекта Genera Orchidacearum («Роды орхидных»), направленного на приведение в порядок классификации одного из крупнейших семейств среди цветковых растений.
В настоящее время Чейз также занимается исследованиями плоидности и гибридизации растений, особенно вопросами эволюции полиплоидных растений из родов Пальчатокоренник (Dactylorhiza) и Табак (Nicotiana).

## Награды
В 1998 году Марк Чейз был удостоен Медали Линнея.
В 2008 году Чейз стал одним из тринадцати учёных, которые были удостоены Медали Дарвина-Уоллеса, вручаемой один раз в пятьдесят лет Лондонским королевским обществом.

## Научные работы
Марк Чейз — автор более 340 научных публикаций (2009). Некоторые из них:
- Chase, M. W., Hanson, L., Albert, V. A., Whitten, W. M. & Williams, N. H. (2005). Life history evolution and genome size in subtribe Oncidiinae (Orchidaceae). Annals of Botany 95: 191—199.
- Chase, M. W., Salamin, N., Wilkinson, M., Dunwell, J. M., Kesanakurthi, R. P., Haidar, N. & Savolainen, V. (2005). Land plants and DNA barcodes: short-term and long-term goals. Philosophical Transactions of The Royal Society B: Biological Sciences 360: 1889—1895.
- Pridgeon, A. M., Cribb, P. J., Chase, M. W. & Rasmussen, F. N. (eds) (2005). Genera Orchidacearum, Vol. 4: Epidendroideae (part 1). Oxford: Oxford University Press. 694 pp.
- Chase, M. W., Fay, M. F., Devey, D. S., Maurin, O., Rønsted, N., Davies, T. J., Pillon, Y., Petersen, G., Seberg, O., Tamura, M. N., Asmussen, C. B., Hilu, K., Borsch, T., Davis, J. I., Stevenson, D. W., Pires, J. C., Givnish, T. J., Sytsma, K. J., McPherson, M. A., Graham, S. W. & Rai, H. S. (2006). Multigene analyses of monocot relationships: a summary. Aliso 22: 63-75.
- Cabrera, L. I., Salazar, G. A., Chase, M. W., Mayo, S. J., Bogner, J. & Dávila, P. (2008). Phylogenetic relationships of aroids and duckweeds (Araceae) inferred from coding and noncoding plastid DNA. American Journal of Botany 95: 1153—1165.
- Chase, M. W., Bremer, K. & Stevens, P. (eds) (1998). Angiosperm Phylogeny Group (APG): An ordinal classification for the families of flowering plants. Ann. Missouri Bot. Gard. 85: 531—553.
- Soltis, P. S., Soltis, D. E. & Chase, M. W. (1999). Angiosperm phylogeny inferred from multiple genes: a research tool for comparative biology. Nature 402: 402—404.
- Wikström, N., Savolainen, V. & Chase, M. W. (2001). Evolution of the angiosperms: calibrating the family tree. Proc. Roy. Soc. Lond., Ser. B, Biol. Sci. 268: 2211—2220.
- Pridgeon, A. M., Chase, M. W., Cribb, P. J. & Rasmussen, F. N. (2001, 2003). Genera Orchidacearum, vols 2 & 3. Oxford: Oxford University Press. Pp 416+359.
- Chase, M. W., Bremer, K., Bremer, B., Thulin, M., Stevens, P. F., Soltis, D. E., Soltis, P. S. & Reveal, J. (2003). An update of the Angiosperm Phylogeny Group classification for the orders and families of flowering plants: APG II. Bot. J. Linn. Soc. 141: 399—436.